# معاملة المثليين في إثيوبيا
يواجه الأشخاص من المثليين والمثليات ومزدوجي التوجه الجنسي والمتحولين جنسياً (اختصاراً: LGBT) في إثيوبياتحديات قانونية واجتماعية لا يواجهها غيرهم من المغايرين جنسيا. يعتبر النشاط الجنسي المثلي بين الرجال وبين النساء غير قانوني في إثيوبيا، والمنازل التي يعيش فيها الشركاء المثليون غير مؤهلة للحصول على نفس الحماية القانونية المتاحة للأزواج المغايرين، مع وجود عدة تقارير تتحدث عن مستوى عالي من التمييز والانتهاكات ضد مجتمع المثليين. ووفقا لاستطلاع مركز بيو للدراسات في عام 2007، اعتقد 97% من سكان إثيوبيا بأن المثلية الجنسية طريقة للحياة ينبغي على المجتمع بأن لا يتقبلها، وهذه النسبة هي ثاني أعلى معدل لعدم التقبل في 45 دولة شملها الاستطلاع.

## تاريخ المثليين في إثيوبيا
في عام 1914، كتب ماغنوس هيرشفيلد أنه على الرغم من أن «القانون الملكي» جعل عقوبة النشاط الجنسي المثلي بالإعدام، لم يكن هناك قانون عرفي يجرّم الاتصال الجنسي المثلي.
عنظما سافر إلى إثيوبيا في عشرينيات القرن العشرين، وجد إيرفينغ بيبر «أورانيين» بين شعب هراري، وأشار إلى أن «السدة مية ليست غريبة على هراري. وإن لم يكن الأمر شائعًا، فإنه يحدث أيضًا بين شعب الأورومو وشعب الصومال». كما أشار إلى العادة السرية المتبادلة بين الجنسين وجميع الأعمار لجميع الشعوب الثلاثة، وحدد أنه بين هراري، يتم ممارسة «الأورانية» في كثير من الأحيان بين الرجال البالغين كما بين الرجال والفتيان. في الآونة الأخيرة، ذكر فريدريك غامست وجود العلاقات الجنسية المثلية بين الأولاد رعاة الغنم من شعب كيمانت الناطق باللغة الكوشية في وسط إثيوبيا.
من بين «شعب معالي» في جنوب إثيوبيا، وثق دونالد دونهام «أقلية صغيرة [من الرجال] تحولت إلى الأدوار الأنثوية. تسمى 'أشتايم'، وهؤلاء الذكور (البيولوجيون) يرتدون ملابس مثل النساء، ويقومون بمهام نسائية، ويرعون منازلهم، ويبدو أنهم يقومون بعلاقات جنسية مع الرجال».

## قانونية النشاط الجنسي المثلي
وبموجب المادة 629 من القانون الجنائي، فإن النشاط الجنسي المثلي بين الرجال وبين الإناث على السواء غير قانوني في إثيوبيا. «كل من يقوم مع شخص آخر من نفس الجنس يعاقب على الفعل المثلي، أو أي فعل غير لائق....» وفقًا للمادة 630، العقوبة هي الحبس لمدة لا تقل عن سنة واحدة، أو في حالات خطيرة معينة أو حالات أخرى، السجن الصارم لا يتجاوز خمسة عشر عاما. في القانون الإثيوبي، تتعامل صياغة قانون العقوبات مع الفعل الجنسي المثلي كعمل من أعمال المعتدي ضد الضحية. وبالتالي، تعتبر جريمة المعتدي مشددة، عندما تؤدي إلى انتحار الضحية لأسباب «العار أو الضيق أو اليأس».
تنتشر المواقف التقليدية حول الجنس والتوجه الجنسي في إثيوبيا، حيث يرى العديد من الإثيوبيين خطأ أن المثلية الجنسية هي اختيار وليست فطرية. مع احتجاجهم خطأ بكونها مستوردة من الغرب وأنه لا ينبغي للمجتمع الإثيوبي أن يقبلها كتوجه. في عام 2007، اعتقد 97% من سكان إثيوبيا بأن المثلية الجنسية طريقة للحياة ينبغي على المجتمع بأن لا يتقبلها، وهذه النسبة هي ثاني أعلى معدل لعدم التقبل في 45 دولة شملها الاستطلاع، حيث تجاوزتها مالي فقط.
نظم سيوم أنتونيوس، رئيس الاتحاد من أجل الحياة والناشط المؤثر مؤتمراً وطنياً في عام 2013 حضره سياسيون وزعماء دينيون. جادل خطأ بأن المثلية الجنسية هو نتيجة «مشكلة نفسية عميقة»، وغالبًا ما يكون سببها سوء المعاملة أو شكل من أشكال «الأزمة الاجتماعية».
في ديسمبر/كانون الأول 2008، اعتمد ما يقرب من عشرة من الشخصيات الدينية الإثيوبية (بما في ذلك زعيم المسلمين الإثيوبيين ورؤساء الكنائس الأرثوذكسية والبروتستانتية والكاثوليكية) قرارًا ضد المثلية الجنسية، وحثوا المشرعين الإثيوبيين على تأييد فرض حظر على النشاط المثلي في الدستور. شمل هذا المطران الإثيوبي الكاثوليكي برهانييس ديميريو سورافييل.
كما حملوا خطأ المثلية الجنسية مسؤولية تصاعد الاعتداءات الجنسية على الأطفال والشبان. قال أبون بولس، بطريرك الكنيسة الإثيوبية الأرثوذكسية تيوهيدو، «هذا شيء غريب جدًا في إثيوبيا، أرض الكتاب المقدس التي تدين هذا بشدة. لكي يتصرف الناس بهذه الطريقة، يجب عليهم أن يكونوا أغبياء، مثل الغباء نحن ندين بشدة هذا السلوك. يجب أن يتم تأديبهم (المثليين جنسياً) والتمييز ضد أفعالهم، ويجب أن يتعلموا».

## ظروف الحياة
وجد تقرير حقوق الإنسان وزارة الخارجية الأمريكية لعام 2011 أن:
كانت هناك بعض التقارير عن أعمال عنف ضد المثليين والمثليات ومزدوجي التوجه الجنسي والمتحولين جنسيا؛ ومع ذلك، كانت التقارير محدودة بسبب مخاوف من العقاب أو التمييز أو الوصم. لم يعرّف الأشخاص أنفسهم كأشخاص مثليين ومثليات ومزدوجي التوجه الجنسي ومتحولين جنسيا بسبب الوصمة المجتمعية الشديدة وعدم قانونية النشاط الجنسي المثلي بالتراضي. في أوائل ديسمبر [،] حاول زعماء دينيون مسيحيون ومسلمون إخراج حلقة دراسية عن الصحة الجنسية استهدفت الرجال الذين يمارسون الجنس مع الرجال. تدخلت الحكومة، واستمرت الندوة، وإن كان ذلك في موقع مختلف. أفاد مركز موارد الإيدز في أديس أبابا أن غالبية المتصلين المثليات والمثليين الذين عرفوا بأنفسهم، ومعظمهم من الذكور، طلبوا المساعدة في تغيير سلوكهم لتجنب التمييز. أبلغ العديد من الرجال المثليين عن القلق والارتباك وأزمات الهوية، وجد نفس التقرير أن وصمة العار والتمييز ضد المصابين بفيروس نقص المناعة البشرية/الإيدز أثرت على قدرة السكان على تلقي التعليم، وإيجاد فرص العمل والاندماج في المجتمع. هناك روايات، ولكن ليس هناك أدلة إحصائية لإظهار حجم المشكلة.

## ملخص
| قانونية النشاط الجنسي المثلي                                                                  | (العقوبة: تصل إلى 15 سنوات سجناً)    |
| المساواة في السن القانوني للنشاط الجنسي                                                       | No                                  |
| قوانين مكافحة التمييز في التوظيف                                                              | No                                  |
| قوانين مكافحة التمييز في توفير السلع والخدمات                                                 | No                                  |
| قوانين مكافحة التمييز في جميع المجالات الأخرى (تتضمن التمييز غير المباشر، خطاب الكراهية)      | No                                  |
| قوانين مكافحة أشكال التمييز المعنية بالهوية الجندرية                                          | No                                  |
| زواج المثليين                                                                                 | No                                  |
| الاعتراف القانوني بالعلاقات المثلية                                                           | No                                  |
| تبني أحد الشريكين للطفل البيولوجي للشريك الآخر                                                | No                                  |
| التبني المشترك للأزواج المثليين                                                               | No                                  |
| يسمح للمثليين والمثليات ومزدوجي التوجه الجنسي والمتحولين جنسيا بالخدمة علناً في القوات المسلحة | No                                  |
| الحق بتغيير الجنس القانوني                                                                    | No                                  |
| علاج التحويل محظور على القاصرين                                                               | No                                  |
| الحصول على أطفال أنابيب للمثليات                                                              | No                                  |
| الأمومة التلقائية للطفل بعد الولادة                                                           | No                                  |
| تأجير الأرحام التجاري للأزواج المثليين من الذكور                                              | (غير قانوني للأزواج المغايرين كذلك) |
| السماح للرجال الذين مارسوا الجنس الشرجي التبرع بالدم                                          | No                                  |

## وصلات خارجية
- نصائح سفر حكومة المملكة المتحدة لإثيوبيا: القوانين والأعراف المحلية (بالإنجليزية)